# Myon & Shane 54
Myon & Shane 54 – węgierski projekt muzyczny, który tworzy dwóch DJ-ów i producentów - Márió Égető i Előd Császár. Wspólną działalność rozpoczęli w 2008 roku, a w czerwcu 2016 ogłosili zakończenie kariery jako duet.

## Historia

### Życiorys Shane'a 54

#### Telewizja i muzyka eurodance
Shane 54, właściwie Előd Császár urodził się 16 lutego 1973 roku w Budapeszcie i wyróżnia się on ogromnym doświadczeniem nie tylko w kwestiach muzyki. Császár przed wejściem w świat muzyczny był prezenterem telewizyjnym i na początku lat 90. prowadził bardzo popularne lokalnie programy, w tym jego autorski talk show Császármorzsa Night Show, który zniknął z anteny w 1993 roku po tragicznej śmierci przyjaciela Császára, który był współtwórcą programu. 3 lata później Węgier porzucił profesję prezentera i rozpoczął swoją przygodę z muzyką jako wokalista. Śpiewane w rodzimym, węgierskim języku piosenki powstałe w klimacie popularnego ówcześnie eurodance wymieszanego z popem stały się lokalnymi hitami. Początkowo Előd tworzył z innym węgierskim wokalistą, Eördögh Alexávalem, jednak kolejne piosenki powstawały już solowo, w planach był też album. 

#### Tragiczny wypadek i wyrok
Obiecująca kariera Előda dobiegła końca w 1998 roku, kiedy to pod wpływem narkotyków piosenkarz spowodował w Budapeszcie tragiczny wypadek drogowy. Samochód wpadł w poślizg i uderzył w radiowóz, śmiertelnie raniąc znajdującego się w nim 25-letniego policjanta. Császár został skazany na karę więzienia, jednak w 2001 roku jego adwokat wniósł o uchylenie wyroku na co zgodził się sędzia, a za Węgra wpłacono kaucję w wysokości 100 tys. forintów. Előd Császár wyszedł na wolność, co spowodowało ogromne publiczne oburzenie. Po wyjściu na wolność Shane 54 rozpoczął nowy rozdział w swoim życiu, który trwa do dziś - muzyka klubowa.

### Projekt Myon & Shane 54
Przygoda z muzyką u obu członków projektu trwa od bardzo dawna, jednak nie zawsze była to muzyka elektroniczna. Shane 54 po burzliwym okresie bycia prezenterem telewizyjnym, piosenkarzem tworzącym w ojczystym języku popularną lokalnie muzykę eurodance, a także wyjściu z więzienia po uchyleniu wyroku za spowodowanie śmiertelnego wypadku na początku w 2001 roku rozpoczynając eksperymentowanie z muzyką elektroniczną wydał kilka produkcji i remixów. Nieco później poznał innego Węgierskiego producenta muzyki elektronicznej, a także DJ-a - pochodzącego z Szegedu Márió 'Myona' Égető. w 2008 roku powołali do życia projekt Myon & Shane 54, którego nazwa była po prostu fuzją ich pseudonimów. Węgrzy rozpoczęli tym produkcję muzyki trance, która zyskała ogromne uznanie takich nazwisk sceny klubowej, jak Armin van Buuren czy Cosmic Gate. Wydawane m.in. w Armin czy Black Hole przyniosły Węgrom ogromną popularność i rzeszę fanów, którzy pokochali ich specyficzne brzmienia. Van Buuren wielokrotnie zapraszał ich na sety podczas słynnego A State of Trance, których brzmienia przyciągały tłumy. Węgrzy nastawieni byli jednak na remiksy i mashupy - od początku kariery wydali niezliczone oficjalne remiksy dla takich nazwisk, jak Above & Beyond, Andy Moor czy Cosmic Gate, których brzmienia ostatnio ewoluowały w progressive house. Węgrzy stworzyli także niewydane reworki takich hitów, jak Smells Like Teen Spirit Nirvany, czy Wicked Game Chisa Izaaka. W twórczości Myona i Shane'a 54 nie brakuje także eksperymentów z muzyką ambient.
W 2011 roku wydano ich pierwszą współpracę z innymi producentami - utwór All Around You z Cosmic Gate, który znalazł się na ich albumie.
W 2013 roku Węgrzy powołali do życia swoją wytwórnię Ride Recordings, na której debiutanckim singlem jest utwór Lights z wokalem Amerykanki Aruny. Singiel znalazł się już wcześniej na kompilacji A State of Trance 2013 Armina van Buurena, ale w krótszej wersji, tzw. radio edit.
2013 rok jest także rokiem eksperymentów muzycznych - Węgrzy oprócz trance zaserwowali także remix ich singla Lights w klimatach ambient, a także singiel Outshine powstały w brzmieniach łączących house i progressive house. Dużym akcentem jest także Strangers, który jest długo oczekiwanym wynikiem współpracy z amerykańskim producentem specyficznej odmiany dubstepu Seven Lions. 
W 2015 roku Węgrzy udostępnili za darmo swój utwór Wicked Game, który światło dzienne ujrzał 6 lat po pierwszym zagraniu go w 2009 roku. Wyjątkowość produkcji polega na sferze wokalnej, gdyż śpiewa tutaj Shane 54 - pierwszy raz od czasu powstania projektu Myon & Shane 54.

### Zakończenie kariery
8 czerwca 2016 na swoim profilu na portalu Facebook projekt ogłosił oficjalne zakończenie działalności w dotychczasowej formie duetu z powodu obrania oddzielnych dróg dalszej kariery muzycznej przez Egeto i Csaszara. W pożegnalnej odezwie do swoich sympatyków przekazali także, że producenci nie rozstają się w muzyce na zawsze.

### Audycje radiowe
Myon & Shane 54 prowadzili także cotygodniową audycję radiową International Departures, w której początkowo usłyszeć można było utwory głównie z gatunku trance, a potem progressive house. Ukazały się 322 odcinki radiowego show, a od 323 - co jest przypieczętowaniem rozpadu duetu - będzie ono już prowadzone tylko przez Shane'a 54.

## Dyskografia

### Kompilacje
- 2010: International Departures Soundtracks
- 2012: International Departures, Vol. 2 - Summer of Love
- 2013: In Search of Sunrise 11: Las Vegas (with Richard Durand)

### Single
- 2008: Not A Lot Left
- 2008: The Beach
- 2008: Trapped
- 2008: Vampire (oraz Carrie Skipper)
- 2009: All Night Rock And Roll
- 2009: Helpless"
- 2010: Ibiza Sunrise" (oraz Labworks)
- 2010: Safe (Wherever You Are)
- 2011: International Departures
- 2011: Futuristic
- 2012: The Great Divide (oraz Aruna)
- 2013: Lights (oraz Aruna)
- 2013: Outshine (oraz Natalie Peris)
- 2013: Lie To Me (oraz Cole Plante, Koko Laroo)
- 2013: Strangers (oraz Seven Lions, Tove Lo)
- 2013: Hurricane (oraz Amy Pearson)
- 2014: Under Your Cloud (oraz Late Night Alumni)
- 2014: If I Fall (oraz Cole Plante, Ruby O'Dell)
- 2014: Summer Of Love (oraz Kyler England)
- 2015: Wicked Game
- 2016: Round We Go (oraz Haley)

### Remiksy
- 2003 Above and Beyond - "Far From In Love" (Shane 54 Remix
- 2008 Andy Moor - "Fake Awake" (Myon & Shane 54 Remix)
- 2008 Lange feat. Sarah Howells - "Out Of The Sky" (Myon & Shane 54 Black Army Remix)
- 2008 Esmaye - "Secret Garden" (Myon & Shane 54 Black Army Remix)
- 2008 Andy Moor & Carrie Skipper - "So Much More" (Myon & Shane 54 Remix)
- 2008 Jaytech - "Vela" (Myon & Shane 54 Remix)
- 2008 BWO - "Barcelona" (Shane 54 & Myon Retrofuturism Remix)
- 2008 Leona Lewis - "Bleeding Love" (Myon & Shane 54 Remix)
- 2009 Sunlounger feat. Kyler England - "Change Your Mind" (Myon & Shane 54 Remix)
- 2009 Faruk Sabanci & Nurettin Colak - "Anatolian Emotions" (Myon & Shane 54 Remix)
- 2009 Armin van Buuren feat. Jacqueline Govaert - "Never Say Never" (Myon & Shane 54 Remix)
- 2009 First State feat. Sarah Howells - "Brave" (Myon & Shane 54 Mix)
- 2009 Andy Moor & Ashley Wallbridge feat. Meighan Nealon - "Faces" (Myon & Shane 54 Monster Mix)
- 2009 Michael Angelo feat. Jenry R - "Disconnected" (Myon & Shane 54 Mix)
- 2009 Khaz & Boris M.D. - "Eliana" (Myon & Shane 54 Monster Mix)
- 2009 Adiva feat. Vicky Fee - "How Does It Feel" (Myon & Shane 54 Mix)
- 2009 Gabriel Lukosz feat. Rachele Warner - "Last One Out" (Myon & Shane 54 Remix)
- 2009 BWO feat. Velvet - "Right Here Right Now" (Myon & Shane 54 Mix)
- 2009 Above & Beyond Presents OceanLab - "Just Listen" (Myon & Shane 54 Remix)
- 2009 Matt Cassar - "7 Days & One Week" (Myon & Shane 54 Remix)
- 2009 Cosmic Gate Featuring Aruna - "Under Your Spell" (Myon & Shane 54 Monster Mix)
- 2009 Adam White & Andy Moor pres. Whiteroom - "The White Room" (Myon & Shane 54 Refill)
- 2010 Above & Beyond pres. OceanLab vs Gareth Emery - "On A Metropolis Day" (Myon & Shane 54 Mashup)
- 2010 Dresden & Johnston - "That Day" [feat. Nadia Ali and Mikael Johnston] (Myon & Shane 54 Club Remix)
- 2010 Tomcraft - "Loneliness 2010" (Myon And Shane 54 Remix)
- 2010 Nadia Ali - "Triangle" (Myon & Shane 54 Classic Mix)
- 2010 Compact Disco - "I'm In Love" (Myon & Shane 54 Vocal Mix)
- 2010 Nervo feat. Ollie James - "Irresistible" (Myon & Shane 54 Vocal Mix)
- 2010 Tiësto feat. BT - "Love Comes Again" (Myon & Shane 54 Monster Mix)
- 2010 Will Dukster feat. Solncè - "I'm Reaching" (Myon & Shane 54 Remix)
- 2010 Signum feat. Anita Kelsey - "Come Around Again" (Myon & Shane 54 Monster Mix)
- 2010 Bissen Presents The Crossover – "Washout" (Myon & Shane 54 Remix)
- 2010 Fabio XB feat. Yves De Lacroix - "Close To The Stars" (Myon & Shane 54 Remix)
- 2010 Aruna & Mike Eteson - "Let Go" (Nic Chagall Remix) [Myon & Shane 54 Refill]
- 2010 LTN - One Night In Ibiza (Myon & Shane54 Remix)
- 2011 BT feat. Kirsty Hawkshaw - "A Million Stars" (Myon & Shane 54 Summer Of Love Mix)
- 2011 Above & Beyond feat. Miguel Bosé - "Sea Lo Que Sea Será" (Myon & Shane 54 Summer Of Love Mix)
- 2011 Above & Beyond feat. Richard Bedford - "Every Little Beat" (Myon & Shane 54 Summer Of Love Mix)
- 2011 Andain - "Promises" (Myon & Shane 54 Summer Of Love Mix)
- 2011 Exostate - "Without Warning" (Myon & Shane 54 Monster Mix)
- 2011 Armin van Buuren feat. Laura V - "Drowning" (Myon & Shane 54 Classic Mix)
- 2011 Hybrid - "Original Sin" (Myon & Shane 54 Club Redemption)
- 2011 Signum - "Never Be the Same" (Myon & Shane 54 Monster Mix)
- 2011 Susana - "Connection" (Myon & Shane 54 Monsterless Mix)
- 2011 ATB - "Ectasy" (Myon & Shane 54 Bottleg)
- 2011 LTN - "Inside 11B" (Myon & Shane 54 Summer Of Love Remix)
- 2011 Within Temptation - Sinéad (Myon & Shane 54 Triplet Monster Mix)
- 2011 Japanese Popstars - Joshua (Myon & Shane 54 Summer Of Love Mix)
- 2012 Jessie J – "Domino" (Myon & Shane 54 Summer of Love Mix)
- 2012 Andrew Bayer feat. Molly Bancroft - "Keep Your Secrets" [Myon & Shane 54 Summer Of Love Mix]
- 2012 Lights - "And Counting..." (Myon & Shane 54 Summer Of Love mix)
- 2012 Aruna - Save The Day (Myon & Shane 54 Summer Of Love Mix)
- 2012 DNS Project feat. Madelin Zero – Another Day (Myon & Shane 54 Re-Edit)
- 2012 Above & Beyond feat. Zoë Johnston - Alchemy (Myon & Shane 54 Redemption Remix)
- 2012 Markus Schulz Feat. Seri – Love Rain Down (Myon & Shane 54 Summer Of Love Mix)
- 2012 Stereo Palma Feat. Craig David – Our Love (Myon & Shane 54 Summer Of Love Remix)
- 2013 Stafford Brothers feat Lil Wayne & Christina Milian – "Hello" (Myon & Shane 54 Monster Mix)
- 2013 Lana Del Rey - "Young & Beautiful" (Myon & Shane 54 Summer Of Love mix)
- 2013 Late Night Alumni - Every Breath Is Like A Heartbeat (Myon & Shane 54 Summer Of Love Mix)
- 2013 Tom Swoon feat. Taylr Renee - Wings (Myon and Shane 54 Summer of Love Mix)
- 2013 Daft Punk - One More Time (Myon & Shane 54 Summer of Love Mix)
- 2013 Demi Lovato - Neon Lights (Cole Plante, Myon & Shane 54 Remix)
- 2014 Lana Del Rey - Young & Beautiful (Myon & Shane 54 Summer Of Love Mix)
- 2015 Paul Van Dyk & Roger Shah feat. Daphne Khoo - Louder (Myon & Shane 54 Summer Of Love Mix)
- 2015 Above & Beyond feat. Zoe Johnston - Peace Of Mind (Myon & Shane 54 Summer Of Love Mix)